# ريناتو كاجا
ريناتو أدريانو جاكو موريس (بالبرتغالية: Renato Cajá‏) لاعب كرة قدم برازيلي ولد في 15 سبتمبر 1984.
جاء إلى نادي الاتحاد السعودي قادما من بونتي بريتا البرازيلي في يناير 2009 ولكن تم إنها عقده في يوليو من نفس العام

## روابط خارجية
- ريناتو كاجا على موقع اتحاد تركيا (لاعب) (الإنجليزية)
- ريناتو كاجا على موقع رابطة كرة القدم اليابانية للمحترفين (اليابانية)
- ريناتو كاجا على موقع قاعدة بيانات كرة القدم.إي يو (الإنجليزية)
- ريناتو كاجا على موقع Soccerway.com (الإنجليزية)
- ريناتو كاجا على موقع عالم كرة القدم.نت (الإنجليزية)